# Christina Maslach

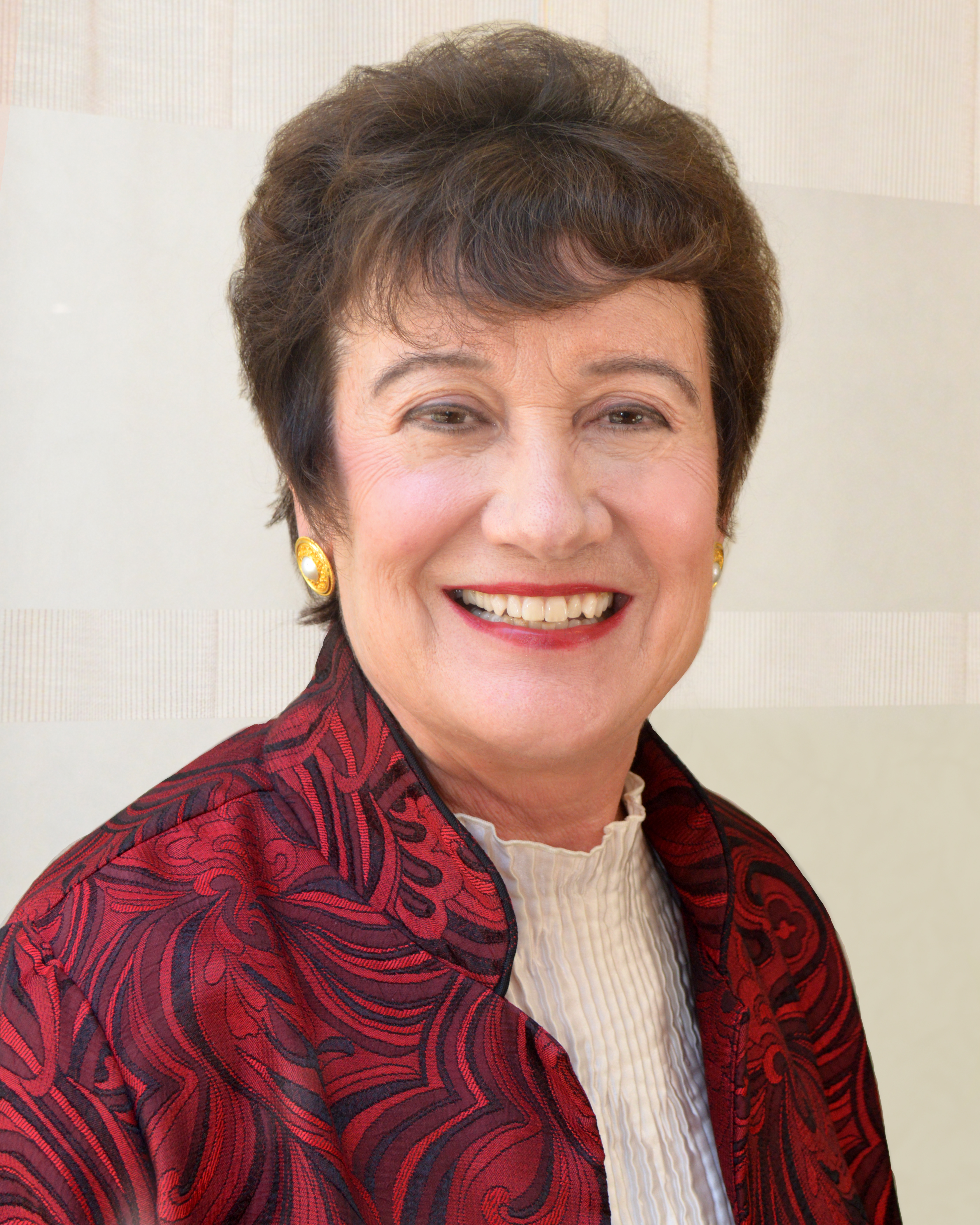
Christina Maslach

Christina Maslach (San Francisco, 21 januari 1946) is emeritus hoogleraar psychologie aan de Universiteit van Californië in Berkeley.
Maslach haalde in 1971 haar Ph.D. in psychologie aan de Stanford-universiteit. Ze is een autoriteit op het gebied van burn-out en is de auteur van de Maslach Burnout Inventory, de meest gebruikte schaal inzake burn-out.
Tijdens het Stanford-gevangenisexperiment in 1971 nam Maslach als studente interviews in de "gevangenis" af. Ze uitte als eerste kritiek op de mensonterende omstandigheden in de namaak-gevangenis, waarop het experiment na zes dagen voortijdig werd gestaakt door onderzoeksleider (en haar latere echtgenoot) Philip Zimbardo.